# Lingua franca nova
A lingua franca nova (ejtsd: [lingva franka nova]), rövidebb néven elefen, egy mesterséges segédnyelv, ami a nyugati újlatin nyelvekből veszi a szókincsét. Nyelvtana leegyszerűsített, szinte csak az előbb említett nyelvekből (az európai gyarmatosítás miatt) kifejlődött kreol nyelvekéhez hasonlít.
A készítő fő célja az volt, hogy egy olyan nyelvet hozzon létre, amit akárkinek egyszerű legyen elsajátítani, míg egészen ‘természetes hangzású’ marad azoknak, akik már valamilyen szinten beszélnek egy újlatin nyelvet. Az elefent cirill, illetve latin betűkkel is lehet írni.

## Nyelvtörténet
A nyelv létrejöttének története 1965-ben kezdődött, amikor a nyelv létrehozóját, C. George Boeree-t elkezdték érdekelni a kreol nyelvek és azok felépítése, nyelvtana.
Az interneten a nyelv először 1998-ban jelent meg, ahol már pár év múlva, 2002-ben, létrehoztak egy Yahoo! csoportot.
A nyelv 2008-ban megkapta a saját ISO-kódját.
2021-ben a nyelv készítője hasnyálmirigyrákban hunyt el 68 évesen.

## Példák

### Az Emberi Jogok Egyetemes Nyilatkozata
Minden emberi lény szabadon születik és egyenlő méltósága és joga van. Az emberek, ésszel és lelkiismerettel bírván, egymással szemben testvéri szellemben kell hogy viseltessenek.

### Declara universal de diretos umana
Tota umanas es naseda como persones libre e egal en dinia e diretos. Los ave razona e consiensa e debe trata lunlotra con la spirito de fratia.